# Piz Fess
Piz Fess – szczyt w Alpach Lepontyńskich, części Alp Zachodnich. Leży w Szwajcarii w kantonie Gryzonia. Należy do podgrupy Alpy Adula.